# Атанас Александров
Вижте пояснителната страница за други личности с името Александров.
Атанас Кръстев Александров-Кимбата е бивш футболист, национал. Играл е за Славия (1970-1982 г.) и Омония Арадипу (Кипър). Пост: дясно крило. В „А“ РФГ е изиграл 317 мача и е отбелязал 59 гола. За „А“ националния отбор е изиграл 24 мача и е вкарал 2 гола. Вицешампион на България през 1980 г. Носител на Купа на Съветската армия от турнира провеждан в България за 1975 и 1980 г. Бронзов медалист през 1973, 1975 и 1982 г. Балкански клубен финалист и носител на Купа Интертото през 1977 г. След приключване на спортната си кариера, служи в Строителни войски.

## Успехи
- Вицешампион на България (1): 1980
- Носител на Купа на Съветската армия (2): 1975, 1980
- Бронзов медалист на България (3): 1973, 1975 и 1982
- Балкански клубен финалист (1): 1977
- Носител на Купа Интертото (1): 1977